# 佛勒格拉山
佛勒格拉山（或譯為弗萊格拉山，Phlegra Montes）是位於火星刻布瑞尼亚区的一系列山峰，位於北緯 41.1，西經 194.8。該山系長達 1,352.0 公里，名字由來於火星的古典反照率特徵。佛勒格拉也是希臘神話中。眾神和癸干忒斯決戰之處。

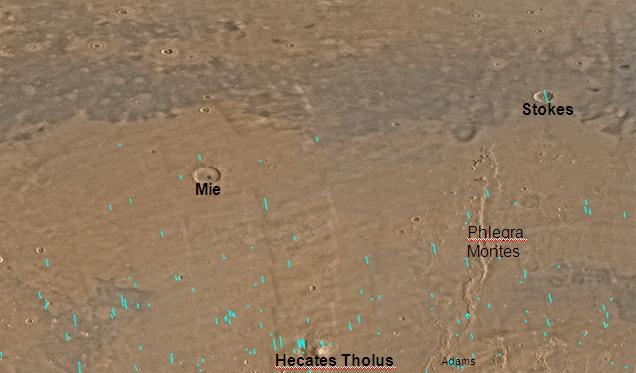
刻布瑞尼亚区的地圖。維京2號降落地點接近 Mie 撞擊坑。赫卡特斯山的山坡可能有冰川。
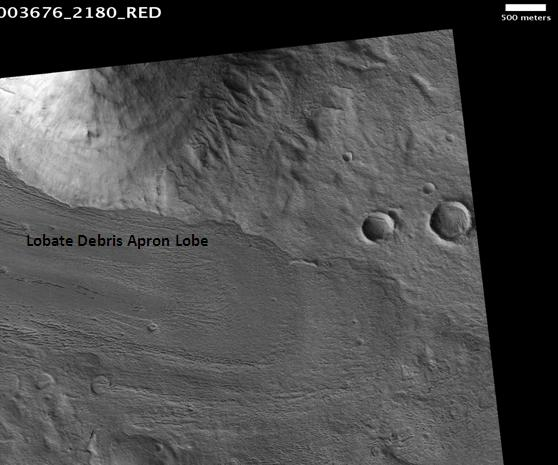
佛勒格拉山上的舌狀岩屑坡，影像由 HiRISE 拍攝。舌狀岩屑坡可能由大量水冰和少量岩屑組成，所以它可能是未來殖民火星時的水源。比例尺長度為 500 公尺。